# Деодат Неверский
Деодат (умер в 679) — святой, епископ Неверский (655—679). День памяти — 19 июня.

## Биография

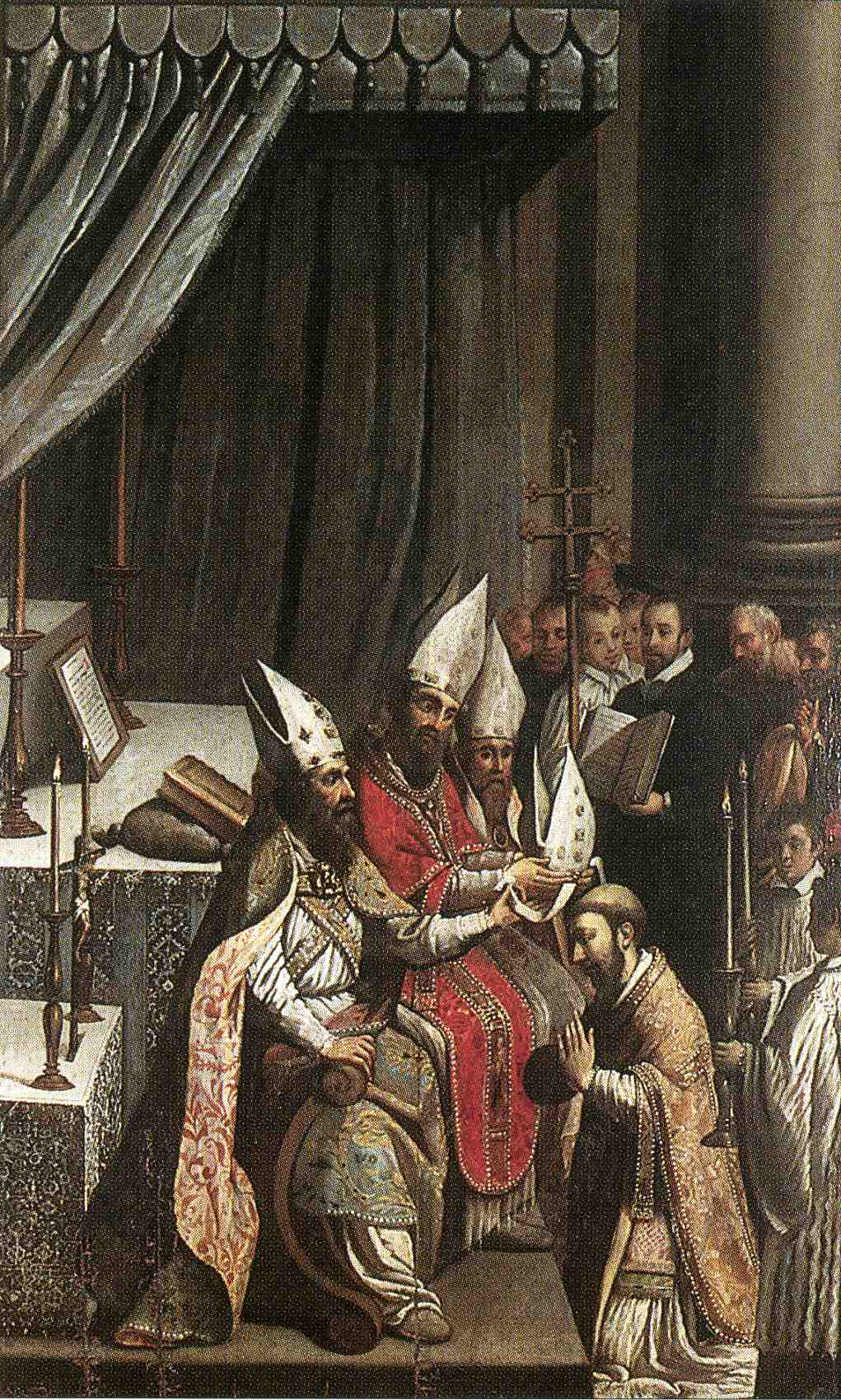
Посвящение святого Деодата в сан епископа

Святой Деодат (Deodatus, Déodat), или Дье (Dié), или Дидье (Didier), или Дьёдонне (Dieudonné), или Адеодат (Adéodat), родившийся, возможно, в Ирландии, был епископом Невера с 655 года. Деодат жил со святым Аргобастом в монастыре в Эберсхайме, основанном Хильдериком II неподалёку от Селесты в лесах Хагенау.
После того как святой Деодат основал монастырь Жюнктюре (Juncturae), иначе Жуантюр (Jointures) там, где ныне располагается город Сен-Дье-де-Вож, он был поставлен епископом Неверским. В монастыре Жуантюр изначально служили по правилу св. Колумбана.
Им был крещён также с именем Деодат сын святой Гунны, также причисленный к лику святых. Сын св. Гунны стал монахом в Эберсхайме.
После 664 года святой Деодат оставил епископское служение и удалился в долину Галилея (Galilaea) в Вогезах, где стал жить отшельником в келье.
По преданию, Деодат отошёл ко Господу на руках святого Хидульфа, епископа Трирского.

## Почитание

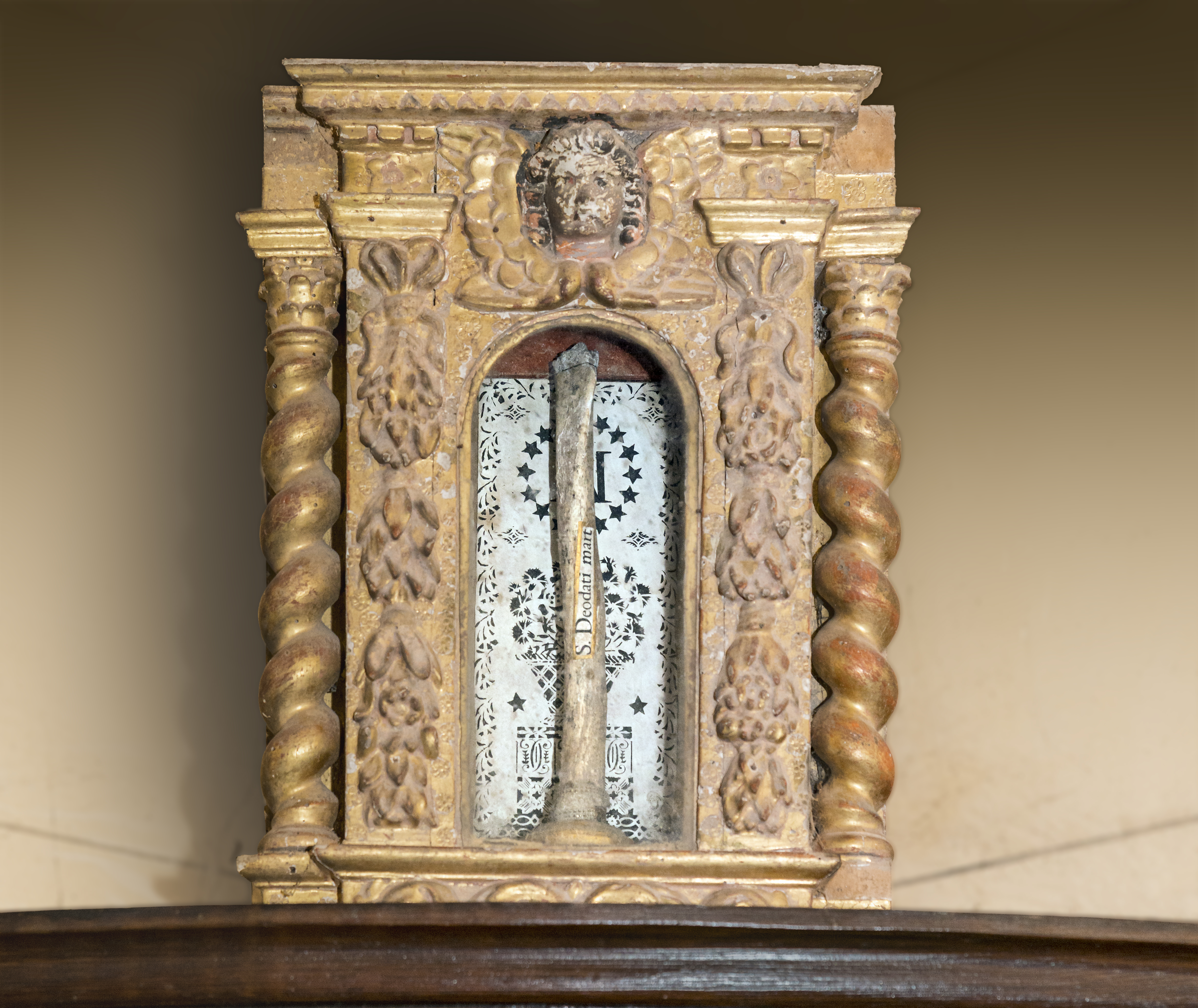
Реликварий Деодата Неверского

Город Сен-Дье-де-Вож вырос около монастыря Жуантюр. Однако некоторые источники связывают его название с именем более раннего святого, Деодата из Блуа (умер ок. 525 года).
Святого Деодата изображают с рукой, простёртой к грозовым тучам, или изгоняющим злого духа из женщины. Ему молятся при непогоде, грозе, чуме и для избавления от злых духов.